# 転法輪寺 (五條市)
転法輪寺（てんぽうりんじ）は、奈良県五條市犬飼町にある高野山真言宗の寺院。

## 由来
弘仁6年(815年)、真言宗の開祖、弘法大師空海が42歳の時に、都であった平安京を離れて「修禅の為の道場を探したい」と言って旅に出た。
その旅の途中、大和国宇智郡（現在の奈良県五條市）にて道に迷う。その時「南山の犬飼」と名乗る一人の狩人が現れ、その狩人が連れていた白黒の二匹の犬（二匹とも黒色であったという伝もある）を空海に貸し与えて無事に目的の土地である高野山へとたどり着いたという伝承がある。
高野山へ向かう道の途中、天野の里（現在のかつらぎ町上天野）で女神と出会い、その神領の一部である高野山を中心とする七里四方の土地を譲り受けたという。
この女神が高野山の地主神の丹生都比売大神である。先述の「南山の犬飼」と名乗る狩人は丹生都比売大神の息子であり、狩場明神（別名高野明神、高野御子大神）とされている。
ちなみに丹生都比売大神を祀る丹生都比売神社、（別名・天野大社）は、2004年7月にユネスコの世界遺産『紀伊山地の霊場と参詣道』の一部として登録された。
空海は当地の地主、川崎甚左衛門（法名道和法師･初代住職）との協力により弘仁7年（816年）に五條市犬飼町に犬飼山遍照庵（後の転法輪寺）を創建したと伝えられる。

## 寺史
弘仁7年（816年）空海の開創。当時は犬飼山と称し、草庵は遍照庵と称し、川崎甚左衛門（法名道和法師）を住わせた。その後、遍照庵を転法輪寺と改め、空海の弟子杲隣大法師が住職となった。仁寿3年（853年）隣全法師の代に、犬飼山遍照院転法輪寺と改称した。その後、第30代住職、権大僧都実常のとき火災にかかり、空海の遺物大半焼失、降って、永正2年（1505年）本堂、庫裡再建、それより12代を経て、万治2年（1659年）大師堂および両明神の神殿を再建。14代を経て、大阿闍梨立弁の代に今の本堂を建立。昭和年間に護摩堂・地蔵堂・大教堂等が建設される。

## 建築物
- 本堂 - 江戸時代作、宝形造、銅板葺（方三間）、内部折上、小組天女

- 明神社 - 狩場明神社・丹生都比売明神社の2軒あり。室町時代作・春日造。平成6年（1994年）に補修工事を行い、建立当初の彩色を復元。

## 古墳
- 大師塚古墳 - 庫裡の裏にある方形の古墳。経12メートル。「南無大師遍照金剛天文二十一年（1552年）二月二十一日」と刻む石標がある。この年号が正しければ、現在確認されているなかで最も古い「御宝号」である（現在の御宝号と違うものは先にも確認は出来るが、完成形という意味においては最初期）。昭和16年（1941年）塚より須恵器、土師器、馬具、直刀、鏡玉などの副葬品が出土。このなかで須恵器の草袋形土器は類例の少ないものとして著名。調査はされたものの、所蔵先は不明。

- 明神塚古墳 - 明神社の裏手。大師塚古墳と同じく、南無丹生大明神」天文21年（1552年）と刻んだ石標がある。